# Лоу, Артур (актёр)
Артур Лоу (англ. Arthur Lowe, 22 сентября 1915, Хейфилд — 15 апреля 1982, Бирмингем) — британский актёр и комик. Наиболее известен по роли капитана Мэйнверинга в сериале «Папашина армия».

## Биография

### Ранний период жизни
Артур Лоу родился в Хейфилде, Дербишир 22 сентября 1915 года. Он вырос в Манчестере в семье  Артура Лоу ст. (1888–1971), работавшего перевозчиком театральных гастролей и его жены Мэри (1885-1981). Изначально Артур планировал присоединиться к торговому флоту, но не прошёл отбор из-за плохого зрения. Получил образование в начальной школе на Чапел-стрит, Левеншульм. После учёбы работал в небольших магазинах, а позже на авиазаводе.

### Начало карьеры
Лоу начал заниматься театральным искусством во время Второй мировой войны, находясь на службе. Артур в специальности техника-радарщика помогал ставить пьесы для войск. Увлекшись актёрским мастерством, он занялся этим профессионально после войны, присоединившись к репертуарной труппе Манчестера. Родители не были в восторге от этой идеи, но, тем не менее его отец, используя свои связи, познакомил Лоу младшего с Фрэнком Фортексью. Намерение Артура Лоу ст. было в том, чтобы его сын избавился от своего пристрастия к актёрскому мастерству. Одним холодным утром января Лоу явился в театр, весь дрожащий от холода. Тогда он сыграл в своём первом настоящем спектакле «Путь вспышки», он шёл два раза в ночь каждую неделю.
Находясь на сцене, Артур встретил актрису Джоан Купер. Считается, что когда Купер увидела Лоу, она шепнула своему другу фразу "Мне кажется, я выйду за него замуж". В 1948 состоялась свадьба Лоу и Купер. В 1953 у пары родился сын Стивен.

### Дальнейшие роли

#### 1960-е
В начале 1960-х Лоу получил роль 44-летнего Леонарда Суиндли в новом сериале «Улица Коронации». Дебютировав в третьем эпизоде, Артур играл Суиндли в течение пяти лет. За всё время съёмок Лоу снялся в 200 эпизодах. После ухода актёра из мыльной оперы непоявление Суиндли в сюжете не затрагивалось.
Популярность Суиндли среди зрителей породила ещё два ситкома: «Простите за выражение» и «Тушите свет». Хотя Артуру и не нравилась его роль Леонарда, он играл её на протяжении 7 лет.
Артур часто участвовал в производстве фильмов известного режиссёра Линдсея Андерсона, играя эпизодические роли. Он сыграл в таких картинах как: «Такова спортивная жизнь» (1963), «Белый автобус» (1967), «Если...» (1968).
В 1968-м году состоялась премьера сериала «Папашина армия», где Лоу сыграл одну из главных ролей, которая считается самой популярной в карьере актёра.
Сценарист сериала Джимми Перри знал, что Артур Лоу был идеальным капитаном Мэйнверингом, но боссы Би-би-си, которых отталкивала его работа на конкурирующем ITV, не были убеждены в правильности выбора. Они предложили роль двум другим актёрам: Джону Пертви и Леонарду Росситеру, прежде чем остановились на Лоу.
«Папашина армия» сразу же стала хитом, и шоу регулярно собирало 18 миллионов зрителей.

### 1970-е и 1980-е
В 1971 году состоялась премьера киноверсии «Папашиной армии». Артур Лоу повторил свою роль капитана Мэйнверинга.
В 1973 году Лоу сыграл в фильме «О, счастливчик!» Линдсея Андерсона. За который был удостоен премии «BAFTA» как лучший актёр второго плана.
В 1978 году сыграл в одном из своих последних ситкомов «Благословите меня, отец».
Сознавая жертвы, которые его жена принесла ради карьеры мужа, Лоу начал соглашаться на работу только в постановках, где для Джоан была подходящая роль. Это сильно ограничивало его выбор, поэтому в последние годы жизни он редко появлялся в театре.

### Смерть
В апреле 1982 года, выступая в Бирмингеме с Джоан, Артур Лоу перенес инсульт, от которого так и не оправился. Ему было 66 лет.
В своей статье, посвященной Артуру, Daily Mirror написала:
Немногие могут прожить жизнь так, чтобы после смерти о них говорили, что их кончина вызвала столько же горя, сколько их жизнь вызывала смех.

## Избранная фильмография

### Широкий экран
- 1948 — Лондон принадлежит мне — пассажир
- 1949 — Добрые сердца и короны — репортёр
- 1949 — Паук и муха[англ.] — городской клерк
- 1956 — Кто это сделал? — оператор радиоуправляемого танка (в титрах не указан)
- 1960 — День, когда ограбили английский банк — сотрудник банка (в титрах не указан)
- 1963 — Такова спортивная жизнь — Чарльз Сломер
- 1965 — Ты, должно быть, шутишь![англ.] — муж
- 1967 — Белый автобус — мэр
- 1968 — Если... — мистер Кемп
- 1969 — Жилая комната[англ.] — отец
- 1970 — Фрагмент страха[англ.] — мистер Ньюджент
- 1971 — Папашина армия[англ.] — капитан Мэйнверинг
- 1972 — Правящий класс — Такер
- 1973 — Адольф Гитлер: Моё участие в его свержении[англ.] — майор Дрейсдейл
- 1973 — Театр крови — Гораций Спраут
- 1973 — О, счастливчик! — мистер Дафф / Чарли Джонсон / доктор Мунда
- 1973 — Никакого секса, пожалуйста, мы британцы[англ.] — мистер Бромли
- 1979 — Леди исчезает — Чартерс
- 1982 — Госпиталь «Британия» — гость-пациент

### Телевидение
- 1960—1965 — Улица Коронации — Леонард Суиндли
- 1965—1966 — Простите за выражение[англ.] — Леонард Суиндли
- 1967 — Тушите свет[англ.] — Леонард Суиндли
- 1968—1977 — Папашина армия — капитан Джордж Мэйнверинг
- 1971 — Доктор на свободе — доктор Максвелл
- 1974—1975 — Дэвид Копперфильд[англ.] — мистер Микобер
- 1974—1976 — Мистер Мэн[англ.] — рассказчик (озвучка)
- 1978—1981 — Благословите меня, отец[англ.] — отец Чарльз Клемент Даддлсуэлл
- 1979—1980 — Поттер[англ.] — Редверс Поттер
- 1982 — Эй Джей Уэнтворт[англ.] — Эй Джей Уэнтворт

## Воплощения
Шотландский актёр Джон Сешнс сыграл Артура Лоу в фильме «Мы обречены! История “Папашиной армии„».